# Orcaellinae
Sous-famille
Synonymes
- Orcaellidae Nishiwaki, 1963 - protonyme

Les Orcaellinae sont une sous-famille de cétacés de la famille des Delphinidae.

## Taxonomie
Ce taxon est considéré comme invalide par le WoRMS qui intègre ces espèces directement dans la famille de Delphinidae.

## Description
Pour l'auteur, qui décrit ce taxon comme une famille à part entière sous le nom d'Orcaellidae, ces espèces se différencient des autres Delphinidae par l'absence de bec, la présence de moins de 20 dents par rangée à la mâchoire supérieure et une taille petite.

## Liste des genres et espèces
- genre Orcaella
  - Orcaella brevirostris -- Dauphin de l'Irrawaddy
  - Orcaella heinsohni Beasley, Robertson et Arnold, 2005

## Publication originale
- Masaharu Nishiwaki, « Taxonomical Consideration on Genera of Delphinidae », The Scientific Reports of the Whales Research institute, vol. 17,‎ février 1963, p. 93-103 (lire en ligne).